# Sandra Wagner-Sachse
Sandra Wagner-Sachse (9 settembre 1969) è un'ex arciera tedesca.

## Palmarès

### Olimpiadi
- 2 medaglie:
  - 1 argento (Atlanta 1996 a squadre)
  - 1 bronzo (Sydney 2000 a squadre)

### Mondiali
- 1 medaglia:
  - 1 bronzo (Riom 1999 a squadre)